# Wartberg ob der Aist
Wartberg ob der Aist  – gmina targowa w Austrii, w kraju związkowym Górna Austria, w powiecie Freistadt. Liczy ok. 4,2 tys. mieszkańców.